# ابن هرمز
أبو بكر عبد الله بن يزيد بن هرمز الأصم المعروف بـ ابن هرمز (ت 148 هـ) فقيه المدينة، وشيخ مالك بن أنس، من التابعين ورواة الحديث النبوي، قتل أبوه يوم الحرة، كان قليل الفتيا شديد التحفُّظ بصيرًا بالكلام يردُّ على أهل الأهواء، جالسه مالك ثلاث عشرة سنة وأخذ عنه، توفي سنة 148 هـ.

## قيل عنه
- قال مالك بن أنس:[2] «كنت أحب أن أقتدي به. وكان قليل الفتيا، شديد التحفظ، كثيرا ما يفتي الرجل ثم يبعث من يرده، ثم يخبره بغير ما أفتاه. وكان بصيرا بالكلام، يرد على أهل الأهواء. كان من أعلم الناس بذلك. بين مسألة لابن عجلان فلما فهمها، قام إليه ابن عجلان فقبل رأسه.»
- وقال:[2] «لم يكن أحد بالمدينة، له شرف، إلا إذا حزبه أمر رجع إلى ابن هرمز، وكان إذا قدم المدينة غنم الصدقة، ترك أكل اللحم لكونهم لا يأخذونها كما ينبغي.»
- وقال أيضًا:[2] «جلست إلى ابن هرمز، ثلاث عشرة سنة، واستحلفني أن لا أذكر اسمه في الحديث.»
- قال بكر بن مضر:[2] «قال ابن هرمز: ما تعلمت العلم إلا لنفسي.»
- قال أبو حاتم الرازي:[2] «ليس بقوي، يكتب حديثه.»
- قال البخاري:[2] «قال لي الفروي: مات سنة ثمان وأربعين ومائة ولاؤه لبني ليث.»